# 菲兴根 (巴登-符腾堡州)
菲兴根是德国巴登-符腾堡州的一个市镇。总面积1.89平方公里，总人口691人，其中男性352人，女性339人（2011年12月31日），人口密度366人/平方公里。